# Idaea vicinata
Idaea vicinata là một loài bướm đêm trong họ Geometridae.